# Marielle Franco
Marielle Franco, właściwie Marielle Francisco da Silva (IPA: [maɾiˈɛli ˈfɾɐ̃ku]; ur. 27 lipca 1979 w Rio de Janeiro, zm. 14 marca 2018 tamże) – brazylijska socjolog, polityk, feministka i działaczka na rzecz praw człowieka. Od stycznia 2017 do śmierci w marcu 2018 była radną Rio de Janeiro Była otwarcie krytyczna wobec przemocy policyjnej. Została zastrzelona 14 marca 2018 w wieku 38 lat. Po jej śmierci tysiące osób protestowało w Brazylii, a przedstawiciele ONZ i Amnesty International zaapelowali o dogłębne śledztwo. W marcu 2019 aresztowano i oskarżono o jej morderstwo dwóch byłych policjantów.
Pochodziła z faweli Maré. Przez ponad dekadę była katechetką i przedszkolanką. W 2000, po śmierci przyjaciela w strzelaninie pomiędzy policją a gangami, zaangażowała się w działalność publiczną i polityczną. W 2002 zaczęła studia na Pontifícia Universidade Católica do Rio de Janeiro, gdzie otrzymała licencjat w naukach społecznych. Uzyskała następnie tytuł magistra w dziedzinie administracji publicznej na Universidade Federal Fluminense.
Marielle Franco była biseksualna. Jej partnerką była Mônica Tereza Benício. Planowały wziąć ślub. Franco miała też córkę, urodzoną w 1998.